# Zelenák Crescencia
Zelenák Crescencia (Dunaharaszti, 1922. március 6. – Budapest, 2021. február 16.) Kossuth-díjas magyar grafikus, tanár, bélyegtervező, érdemes és kiváló művész.

## Életpályája
1949-ben végzett az Iparművészeti Főiskolán. 1951 és 1991 között a Képzőművészeti Főiskola alkalmazott grafika tanára volt, 1985 és 1991 között tanszékvezető.
A Papp-csoport tagjaként két évtizeden át vett részt kiállításokon. Számos nemzetközi pályázaton nyert díjat (ENSZ, UNICEF).

## Díjai
- Munkácsy Mihály-díj (1961)
- Érdemes művész (1979)
- Kiváló művész (1990)
- Kossuth-díj (2016)

## Művei

### Plakátok
- A hetedik kereszt (filmplakát, 1959)
- Az Ünnepi Könyvhét plakátjai (1958, 1959, 1961, 1968, 1969)
- Karrier Párizsban (filmplakát, 1972)
- Kincskereső kisködmön (filmplakát, 1972)
- Színes tintákról álmodom (filmplakát, 1980)
- A tiszta levegő éltet (1984)

### Diafilmek
- Arany János: Rózsa és Ibolya
- Petőfi Sándor: János vitéz

### Bélyegterv
- Ő tervezte a „10 éves az irányítószám” című, 2 Ft címletű bélyeget (1983).

### Emblémák
- Budapest M2 metróvonal emblémája (az eredeti, szögletes, nyílban végződő)

## Külső hivatkozások
- életrajz Archiválva 2007. szeptember 11-i dátummal a Wayback Machine-ben